# Гиссарская овца

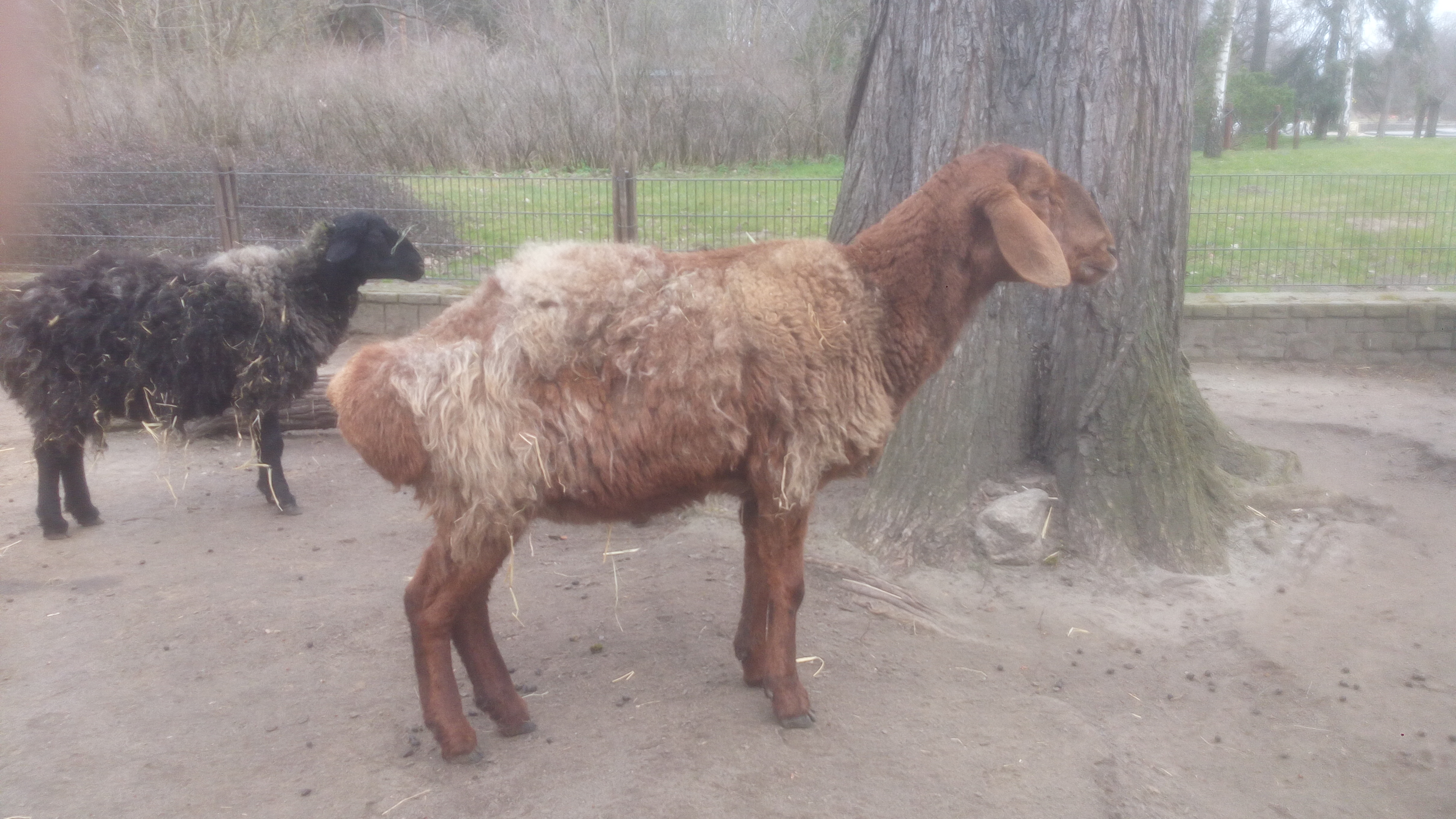
Гиссарская овца в берлинском зоопарке

Гиссарская овца — курдючная порода овец мясо-сального направления. Гиссарская порода является самой крупной в мире среди всех культурных пород овец.
Порода распространена в Средней Азии, в основном в Таджикистане. Родиной породы является Таджикистан, где она и сегодня является одной из наиболее популярных у местных животноводов. Название породы происходит от Гиссарской долины, которая находится на южной окраине Гиссарского хребта. Гиссарская порода является ближайшим родственником каракульской породы овец, которые также распространены в Средней Азии.

## Описание

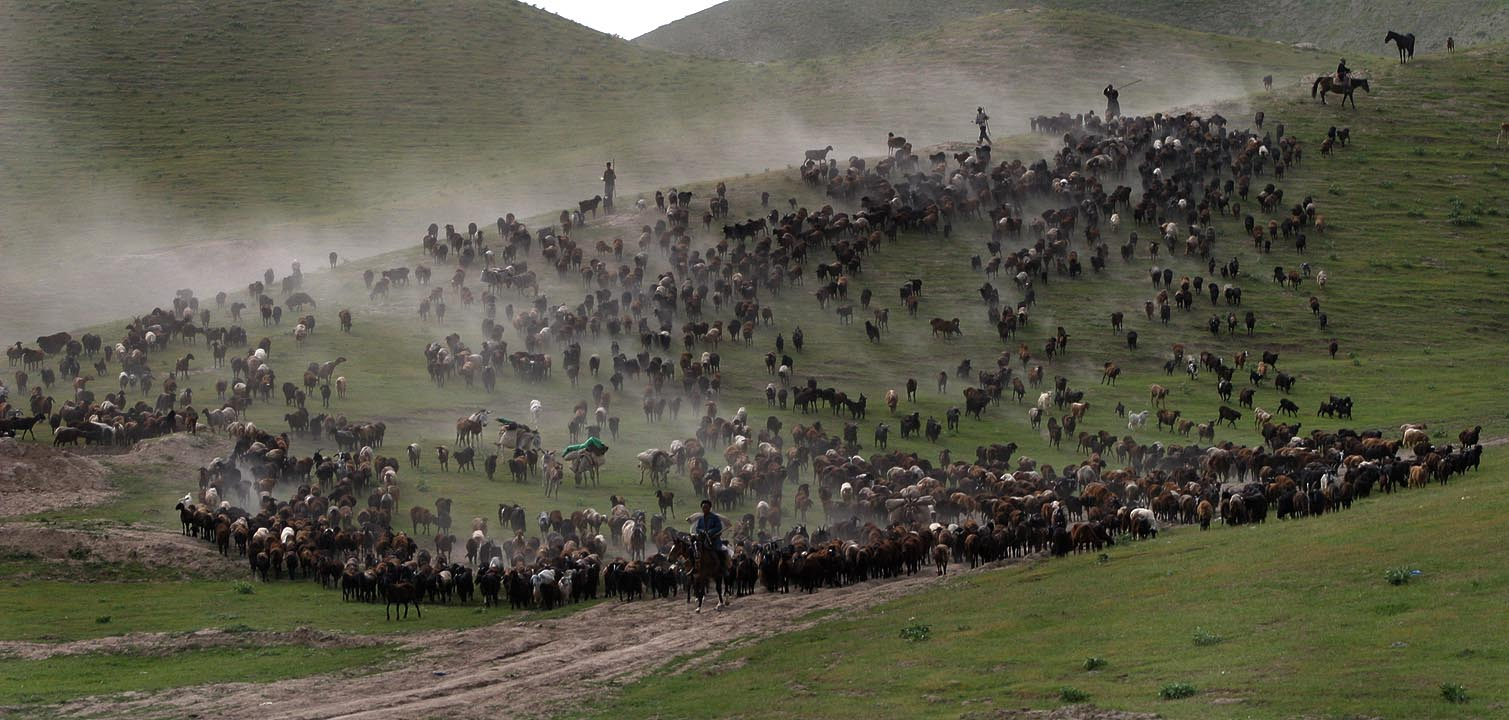
Отара овец гиссарской породы в горном пастбище Таджикистана

Гиссарская порода овец выводилась в горных пастбищах Гиссарской долины в Таджикистане путём народной селекции Считается, что гиссарская порода — это отдельная порода курдючных овец. Эта обособленность произошла благодаря полной изоляции этих овец от других видов и природных условий в ареале разведения этой породы. Овцы гиссарской породы являются самыми крупными представителями среди всех культурных пород овец. Гиссарская порода овец крупнее линкольнской. Бараны в холке достигают высоты до 85 сантиметров, а овцы — до 80 сантиметров. Глубина грудины в среднем составляет около 35 сантиметров.
Согласно архивным данным института животноводства Академии сельскохозяйственных наук Республики Таджикистан (ТАСХН) во время экспедиции по животноводству в Таджикской ССР в 1927-28 годах в Регарском районе был задокументирован гиссарский баран живым весом 188 кг. Также в Таджикской ССР в 1927-28 годах по непотвердженным данным был зафиксирован гиссарский баран весом 212 кг
В отличие от других овец, гиссарские овцы обладают сильным и развитым костяком, широким крупным туловищем и курдюком больших размеров. Большого размера курдюк является хранилищем питательных веществ в условиях неравномерного распределения корма по сезонам. У маток курдюк достигает в среднем 40 на 30 сантиметров, у баранов в среднем — 40 на 49 сантиметров. У овец массивная голова, горбоносая морда и короткая плотная шея. Порода не является рогатой. У овец иногда могут быть небольшие рога, но они слабо выражены.
Молодые овцы отличаются скороспелостью. В первые три месяца своей жизни ягнята ежедневно прибавляют в весе до полкилограмма. Обычно при забое молодые бараны весят до 50 килограмм, ярочки до 48 килограмм. Половой диморфизм не выражен.
Гиссарские овцы выносливы и с лёгкостью выдерживают длительные переходы с летних пастбищ на зимние, протяжённость которых достигает до 500 километров. Для увеличения жира в курдюках пастухи специально пасут отары на альпийских и субальпийских пастбищах. Наиболее крупные бараны могут весить до 190 килограммов, а овцы — до 120 килограммов. Животноводческие хозяйства разводят породу основном в трёх направлениях: курдючное, мясо-курдючное и мясное. Гиссарские овцы уникальны как по физиологии, так и по размеру курдюка. У мясного направления это так называемое «хранилище» небольшое и не выделяется в общих пропорциях туловища; у непосредственно курдючных животных имеется огромный придаток, составляющий едва ли не треть туловища. Отдельные особи при забое дают до 62 килограммов курдюка.
Гиссарская порода использовалась при создании таджикской полугрубошёрстной курдючной породы и для улучшения других курдючных пород. Лучшие стада — в Таджикистане и Узбекистане.
Именно гиссарская порода наряду с каракульской породой овец является ведущей для разведения в Узбекистане и Таджикистане. Из-за неприхотливости и выносливости гиссарских овец держат даже в западной части Узбекистана, где вместо гор и пастбищ преобладают пустыни и степи. Также гиссарские овцы распространены в Туркменистане, Афганистане, Казахстане и Киргизии. В России также имеется небольшое количество овец этой породы, в основном они завезены жителями Средней Азии для разведения и продажи.